# Serbia na Zimowych Igrzyskach Olimpijskich 2010

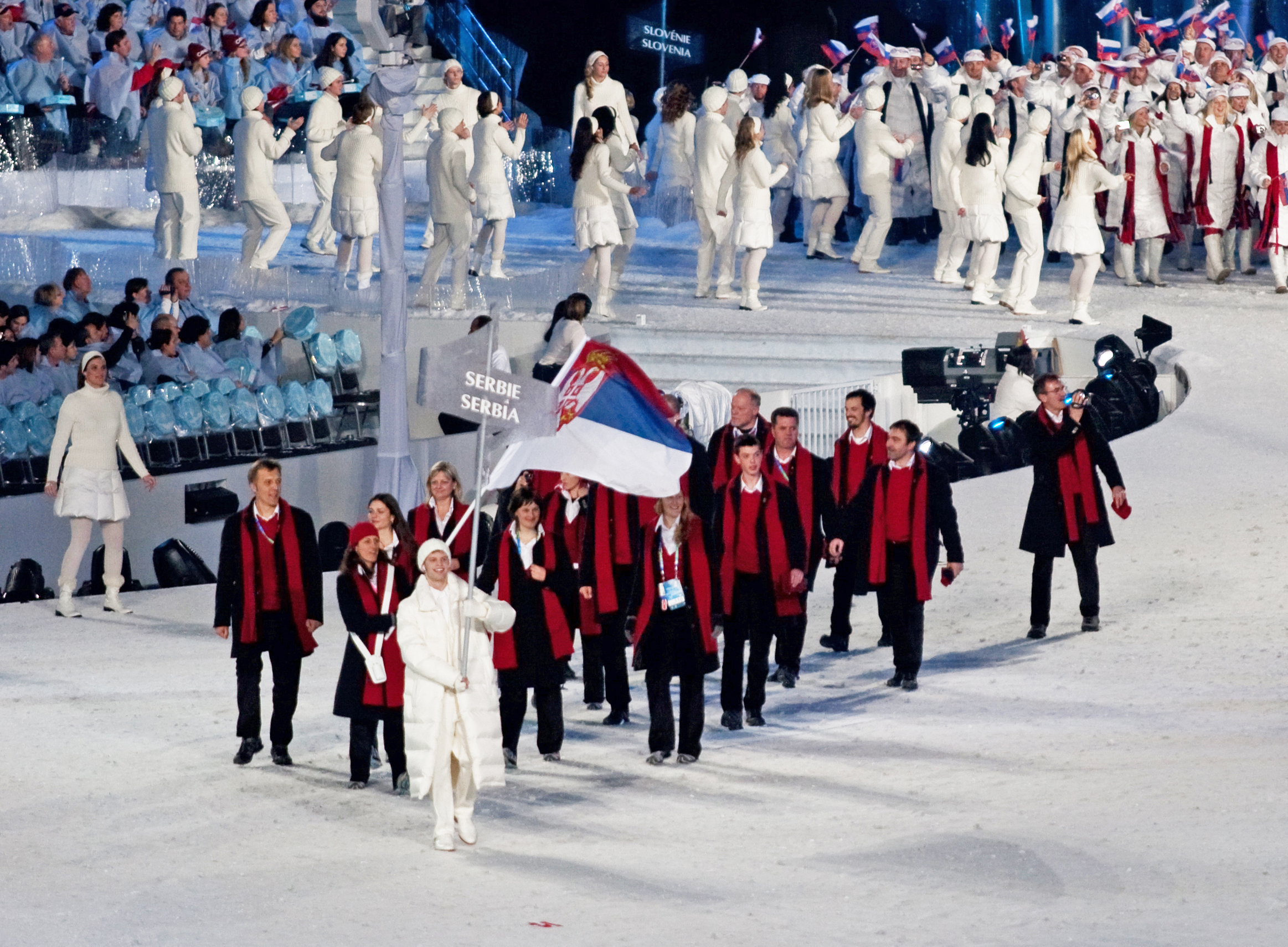
Reprezentacja Serbii podczas ceremonii otwarcia igrzysk olimpijskich w Vancouver

Serbia na Zimowych Igrzyskach Olimpijskich 2010 – występ kadry sportowców reprezentujących Serbię na igrzyskach w Vancouver w 2010 roku.
Reprezentację tworzyło dziesięcioro zawodników – sześciu mężczyzn i cztery kobiety. Wzięli oni udział w ośmiu konkurencjach w czterech dyscyplinach sportowych – biathlonie, biegach narciarskich, bobslejach i narciarstwie alpejskim. Serbowie nie zdobyli żadnego medalu. Najwyższe, 18. miejsce zajęła serbska bobslejowa czwórka w składzie: Vuk Rađenović. Miloš Savić, Igor Šarčević, Slobodan Matijević. Najlepszy rezultat w konkurencjach indywidualnych osiągnęła natomiast alpejka Jelena Lolović, zajmując 30. miejsce w supergigancie kobiet.
Najmłodszym zawodnikiem w kadrze olimpijskiej Serbii był biegacz narciarski Amar Garibović, który w dniu otwarcia igrzysk miał 18 lat i 162 dni. Najstarszą zawodniczką była natomiast Jelena Lolović (28 lat i 228 dni w dniu otwarcia igrzysk), dla której był to trzeci start olimpijski w karierze. Jednocześnie Lolović po raz trzeci z rzędu pełniła rolę chorążego reprezentacji swojego kraju podczas ceremonii otwarcia. Chorążym Serbii podczas ceremonii zamknięcia igrzysk w Vancouver był Vuk Rađenović.
Był to pierwszy start Serbii na zimowych igrzyskach olimpijskich i trzeci, po letnich igrzyskach w Sztokholmie i Pekinie, start olimpijski tego kraju. Do igrzysk w Turynie sportowcy z Serbii startowali w barwach Jugosławii oraz Serbii i Czarnogóry.

## Tło startu

### Występy na poprzednich igrzyskach
Start Serbii w Vancouver był debiutem tego kraju na zimowych igrzyskach olimpijskich. W latach 1924–1992 Serbowie występowali w reprezentacji Jugosławii, a w latach 1998–2006 wspólnie z Czarnogórcami w reprezentacji Serbii i Czarnogóry. Występ w Vancouver był zarazem trzecim startem olimpijskim Serbii, po letnich występach w 1912 roku w Sztokholmie i w 2008 w Pekinie.
Podczas poprzednich zimowych igrzysk, które odbyły się w 2006 roku w Turynie, w reprezentacji Serbii i Czarnogóry znalazły się dwie alpejki, które wystąpiły również w Vancouver – Jelena Lolović i Marija Trmčić. Najlepszy rezultat uzyskała Lolović, zajmując 30. miejsce w slalomie gigancie. Poza Lolović i Trmčić w Turynie wystąpił jeszcze jeden alpejczyk, Želimir Vuković, a także biegacz i biathlonista Aleksandar Milenković, biegaczka Branka Kuzeljević oraz łyżwiarz figurowy Trifun Živanović. Z całej ekipy najlepszy wynik olimpijski uzyskał wówczas Živanović, który w konkursie solistów został sklasyfikowany na 26. pozycji.

### Występy w mistrzostwach świata w sezonie przedolimpijskim
W sezonie przedolimpijskim odbyły się mistrzostwa świata w biathlonie w Pjongczangu. W zawodach tych Milanko Petrović zajął 105. miejsce w biegu indywidualnym, 111. w sprincie oraz 26. w biegu sztafetowym. Nie wystartował natomiast w rozgrywanych w Libercu mistrzostwach świata w narciarstwie klasycznym. W mistrzostwach tych wystąpili Belma Šmrković i Amar Garibović. Šmrković zajęła 90. miejsce w sprincie kobiet techniką dowolną, a Garibović był 109. w tej samej konkurencji rozgrywanej wśród mężczyzn.
W alpejskich mistrzostwach świata w Val d’Isère wystąpiły Jelena Lolović i Marija Trmčić. Lolović zajęła w tych mistrzostwach 22. miejsce w slalomie, 25. miejsce w slalomie gigancie i 26. w supergigancie. Z kolei Trmčić wystartowała tylko w slalomie, jednak nie ukończyła pierwszego przejazdu i w efekcie nie została sklasyfikowana.
Bobsleiści Vuk Rađenović i Igor Šarčević wzięli udział w zorganizowanych na rok przed igrzyskami mistrzostwach świata w Lake Placid. Wspólnie wystartowali w konkursie dwójek i zajęli w nim ostatnie, 32. miejsce. Wraz z Urošem Stegelem i Slavoljubem Nikoliciem byli również zgłoszeni do zawodów czwórek, jednak ostatecznie w nich nie wystartowali.
Reprezentacje Serbii w curlingu nie wzięły udziału w przeprowadzonych w 2009 roku mistrzostwach świata kobiet ani mężczyzn. Męska reprezentacja wystąpiła natomiast w mistrzostwach Europy grupy B w Aberdeen i zajęła w nich 29. miejsce w gronie 30 drużyn (Serbia okazała się lepsza tylko od Białorusi). W rankingu Światowej Federacji Curlingu w 2009 roku męska reprezentacja plasowała się na 38., a kobieca na 36. miejscu.
Serbska reprezentacja w hokeju na lodzie mężczyzn zwyciężyła w rozegranych w 2009 roku w Nowym Sadzie mistrzostwach świata II dywizji, zwyciężając we wszystkich meczach grupy A i tym samym awansowała do I dywizji. W mistrzostwach świata w łyżwiarstwie figurowym w Los Angeles zaprezentowała się jedna serbska zawodniczka, Ksenija Jastsenjski. Wystąpiła w konkursie solistek i swój udział zakończyła na programie dowolnym, w którym zajęła 49. miejsce.
Troje serbskich snowboardzistów wzięło udział w mistrzostwach świata w Gangwon – Nina Micić zajęła w nich 34. miejsce w slalomie gigancie równoległym i 38. w slalomie równoległym, Boris Judin był 37. w slalomie równoległym, w slalomie gigancie równoległym został zdyskwalifikowany, a z kolei Luka Nikolić uplasował się na 54. miejscu w snowboard crossie.

### Kwalifikacje olimpijskie
W grudniu 2009 roku kwalifikację na igrzyska w Vancouver miała zapewnioną alpejka Jelena Lolović oraz biegacze Belma Šmrković i Amar Garibović. W związku z zajęciem przez Lolović piątego miejsca w jednych z zawodów Pucharu Ameryki Północnej i zdobyciu przez nią punktów Pucharu Świata w Aspen oraz w związku z rozwojem narciarstwa i snowboardingu w kraju, sekretarz generalny Związku Narciarskiego Serbii, Dimitrije Lazarovski wyraził nadzieję, że kwalifikację olimpijską uzyska łącznie sześcioro alpejczyków, a także snowboardziści. Wśród potencjalnych kandydatów do występu olimpijskiego, poza Lolović, Belmą Šmrković i Gariboviciem, wymienieni zostali: Nevena Ignjatović i Marija Trmčić (narciarstwo alpejskie), Rejhan Šmrković i Sanjin Dizdarević (biegi narciarskie) oraz Nina Micić i Boris Judin (snowboarding).
Ze wspomnianego grona kwalifikację uzyskały tylko alpejki Ignjatović i Trmčić. Snowboardziści do końca oczekiwali na ewentualne uzyskanie „dzikiej karty” umożliwiającej występ olimpijski, ostatecznie jednak pozostali na liście rezerwowej sporządzonej przez Międzynarodową Federację Narciarską. Kwalifikację wywalczyła natomiast serbska bobslejowa czwórka w składzie Vuk Rađenović (pilot), Igor Šarčević, Miloš Savić i Slobodan Matijević. Prawa startu w igrzyskach olimpijskich, pomimo takich oczekiwań, nie wywalczyła reprezentacja tego kraju w curlingu.

### Wyjazd na igrzyska olimpijskie

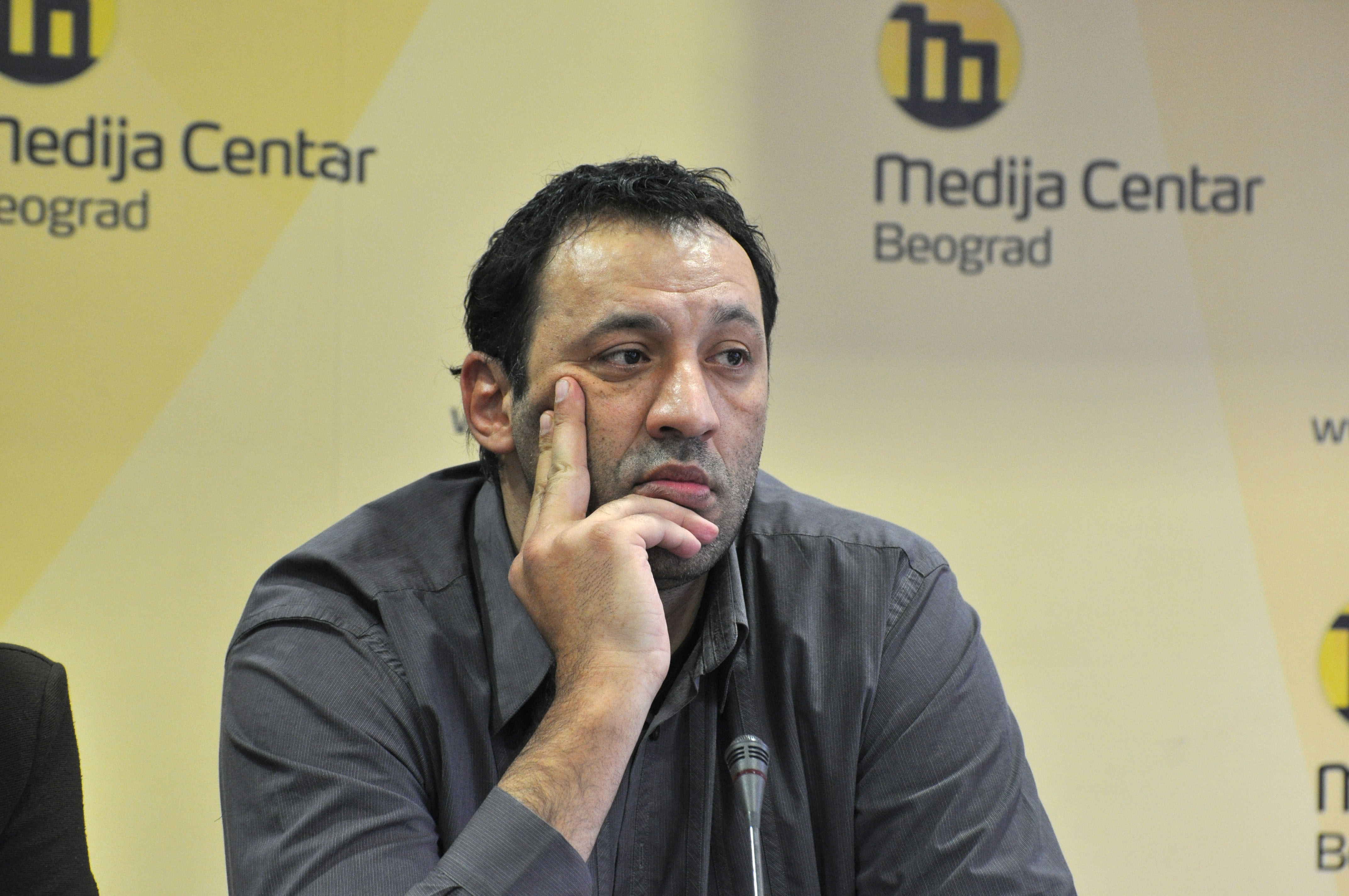
Vlade Divac – przewodniczący Serbskiego Komitetu Olimpijskiego, członek serbskiej delegacji olimpijskiej na igrzyska w Vancouver

3 lutego 2010 w drogę do Vancouver wyruszyli członkowie serbskiej delegacji olimpijskiej: Branislav Jevtić – attaché misji olimpijskiej, Marina Leković – sekretarz i Ninoslav Cvetanović – fizjoterapeuta.
Pierwszymi serbskimi sportowcami, którzy przybyli do wioski olimpijskiej w Whistler, byli biegacze narciarscy i biathloniści. Przylecieli oni do Vancouver 5 lutego wraz z członkami sztabu szkoleniowego. Wraz z nimi do wioski olimpijskiej dotarli dwaj bobsleiści, którzy od 31 stycznia przebywali w Vancouver – przyjechali do Kanady tuż po pozytywnym wyniku przedolimpijskich badań lekarskich przeprowadzonych w Belgradzie. Po zakończeniu ostatnich treningów w Europie, 10 lutego do kadry olimpijskiej dołączyły narciarki alpejskie wraz z trenerem Muratem Gariboviciem, natomiast tydzień później przyjechali dwaj bobsleiści wraz z trenerem.
W składzie serbskiej delegacji znaleźli się również: Vlade Divac – przewodniczący Serbskiego Komitetu Olimpijskiego, Đorđa Višackog – sekretarz generalny komitetu oraz Peter Vladiković – konsul honorowy Serbii w Kanadzie.

### Prawa transmisyjne
W Serbii prawo do transmisji zawodów olimpijskich w Vancouver uzyskały dwie niekodowane stacje naziemne, należące do publicznego nadawcy RTS. Transmisje odbywały się na kanałach RTS1 i RTS2. Ponadto prawa transmisyjne posiadała stacja Eurosport, dostępna w telewizji satelitarnej i online.

### Znaczki okolicznościowe
Z okazji igrzysk w Vancouver serbska poczta wyemitowała serię dwóch znaczków pocztowych. Oba znaczki miały wymiary 42x29 i zostały wydane 12 lutego 2010 przez Forum Novi Sad. Pierwszy z nich, o wartości 50 dinarów serbskich, przedstawiał wizerunek narciarki alpejskiej. Na drugim natomiast, o wartości 22 dinarów, przedstawiono sylwetki biathlonistów. Ponadto, w związku z setną rocznicą powołania Serbskiego Komitetu Olimpijskiego, 23 lutego wyemitowano dodatkowy znaczek na tę okoliczność.

## Skład reprezentacji
Spośród piętnastu dyscyplin sportowych, które Międzynarodowy Komitet Olimpijski włączył do kalendarza igrzysk, reprezentacja Serbii wzięła udział w czterech – biathlonie, biegach narciarskich, bobslejach i narciarstwie alpejskim. W składzie znalazło się czterech bobsleistów, trzy narciarki alpejskie, dwoje biegaczy narciarskich i jeden biathlonista. W reprezentacji znalazł się bobsleista Vuk Rađenović, który startował na igrzyskach w Salt Lake City, Jelena Lolović, która startowała na igrzyskach w Salt Lake City i Turynie oraz Marija Trmčić, która wystąpiła w Turynie.
W poniższej tabeli przedstawiono skład serbskiej reprezentacji na igrzyskach w Vancouver. W przypadku, gdy dany zawodnik wystąpił również na poprzednich igrzyskach, podano miejsca, które zajął w poszczególnych konkurencjach.
| Biathlon (1)              |                      |                                      |                                     |                                 |                           |                          |                     |        |
| Zawodnik                  | Data urodzenia       | Miejsca na ZIO 2006                  | Miejsca na ZIO 2006                 | Miejsca na ZIO 2006             | Miejsca na ZIO 2006       | Miejsca na ZIO 2006      | Miejsca na ZIO 2006 | Źródło |
| Zawodnik                  | Data urodzenia       | sprint                               | bieg pościgowy                      | bieg masowy                     | bieg indywidualny         | sztafeta                 | sztafeta            | Źródło |
| Milanko Petrović          | 21 września 1988     | –                                    | –                                   | –                               | –                         | –                        | –                   | [ 41 ] |
| Biegi narciarskie (2)     |                      |                                      |                                     |                                 |                           |                          |                     |        |
| Zawodnik                  | Data urodzenia       | Miejsca na ZIO 2006                  | Miejsca na ZIO 2006                 | Miejsca na ZIO 2006             | Miejsca na ZIO 2006       | Miejsca na ZIO 2006      | Miejsca na ZIO 2006 | Źródło |
| Zawodnik                  | Data urodzenia       | sprint indywidualny technika dowolna | sprint drużynowy technika klasyczna | indywidualny technika klasyczna | indywidualny bieg łączony | indywidualny bieg masowy | sztafeta            | Źródło |
| Amar Garibović            | 7 września 1991      | –                                    | –                                   | –                               | –                         | –                        | –                   | [ 42 ] |
| Belma Šmrković            | 14 sierpnia 1990     | –                                    | –                                   | –                               | –                         | –                        | –                   | [ 43 ] |
| Bobsleje (4)              |                      |                                      |                                     |                                 |                           |                          |                     |        |
| Zawodnik                  | Data urodzenia       | Miejsca na ZIO 2006                  | Miejsca na ZIO 2006                 | Miejsca na ZIO 2006             | Miejsca na ZIO 2006       | Miejsca na ZIO 2006      | Miejsca na ZIO 2006 | Źródło |
| Zawodnik                  | Data urodzenia       | dwójki                               | dwójki                              | dwójki                          | czwórki                   | czwórki                  | czwórki             | Źródło |
| Slobodan Matijević        | 14 marca 1988        | –                                    | –                                   | –                               | –                         | –                        | –                   | [ 44 ] |
| Vuk Rađenović             | 7 czerwca 1983       | –                                    | –                                   | –                               | –                         | –                        | –                   | [ 38 ] |
| Igor Šarčević             | 25 sierpnia 1984     | –                                    | –                                   | –                               | –                         | –                        | –                   | [ 45 ] |
| Miloš Savić               | 1 marca 1987         | –                                    | –                                   | –                               | –                         | –                        | –                   | [ 46 ] |
| Narciarstwo alpejskie (3) |                      |                                      |                                     |                                 |                           |                          |                     |        |
| Zawodnik                  | Data urodzenia       | Miejsca na ZIO 2006                  | Miejsca na ZIO 2006                 | Miejsca na ZIO 2006             | Miejsca na ZIO 2006       | Miejsca na ZIO 2006      | Miejsca na ZIO 2006 | Źródło |
| Zawodnik                  | Data urodzenia       | zjazd                                | supergigant                         | slalom gigant                   | slalom                    | kombinacja               | kombinacja          | Źródło |
| Nevena Ignjatović         | 28 grudnia 1990      | –                                    | –                                   | –                               | –                         | –                        | –                   | [ 47 ] |
| Jelena Lolović            | 14 lipca 1981        | –                                    | 43                                  | 30                              | 43                        | DNF                      | DNF                 | [ 39 ] |
| Marija Trmčić             | 20 października 1986 | –                                    | –                                   | –                               | 46                        | –                        | –                   | [ 40 ] |

### Statystyki według dyscyplin
| Lp      | Dyscyplina            | Mężczyźni | Kobiety | Łącznie |
| ------- | --------------------- | --------- | ------- | ------- |
| 1       | Biathlon              | 1         | –       | 1       |
| 2       | Biegi narciarskie     | 1         | 1       | 2       |
| 3       | Bobsleje              | 4         | –       | 4       |
| 4       | Narciarstwo alpejskie | –         | 3       | 3       |
| Łącznie | Łącznie               | 6         | 4       | 10      |

## Udział w ceremoniach otwarcia i zamknięcia igrzysk
Rolę chorążego reprezentacji Serbii podczas ceremonii otwarcia zimowych igrzysk olimpijskich w Vancouver, przeprowadzonej 12 lutego 2010 w hali BC Place Stadium, pełniła alpejka Jelena Lolović. Były to jej trzecie z rzędu igrzyska, podczas których wystąpiła w roli chorążej swojej reprezentacji. Serbska reprezentacja weszła na stadion jako 69. w kolejności – pomiędzy ekipami z Senegalu i Słowacji.
Podczas ceremonii zamknięcia igrzysk, zorganizowanej 28 lutego 2010, chorążym serbskiej reprezentacji był bobsleista Vuk Rađenović.

## Wyniki

### Biathlon
Na igrzyskach w Vancouver wystartował jeden serbski biathlonista – Milanko Petrović. Wziął udział w dwóch konkurencjach indywidualnych – sprincie i biegu na 20 km. W sprincie zajął 81. miejsce w gronie 87 sklasyfikowanych zawodników. Do zwycięzcy biegu, Vincenta Jaya, stracił 4 min i 31,1 s. W biegu na 20 km Petrović był 87. i wyprzedził tylko grenlandzkiego zawodnika reprezentującego Danię, Øysteina Slettemarka. Do triumfatora zawodów, Emila Hegle Svendsena, Petroviciowi zabrakło 11 min i 21,5 s.
| Konkurencja                        | Zawodnik         | Wynik   | Wynik   | Miejsce |
| Konkurencja                        | Zawodnik         | Czas    | Pudła   | Miejsce |
| ---------------------------------- | ---------------- | ------- | ------- | ------- |
| Sprint mężczyzn – 10 km            | Milanko Petrović | 28:38,9 | 1+3     | 81.     |
| Bieg indywidualny mężczyzn – 20 km | Milanko Petrović | 59:44,0 | 2+1+2+2 | 87.     |

### Biegi narciarskie
W olimpijskiej kadrze Serbii znalazło się dwoje biegaczy narciarskich – Belma Šmrković i Amar Garibović. Oboje wystąpili w biegach indywidualnych rozgrywanych techniką dowolną – Šmrković na dystansie 10 km, a Garibović na 15 km. Šmrković zajęła w swoim biegu ostatnie, 77. miejsce ze stratą 10 min i 49 s do mistrzyni olimpijskiej, Charlotte Kalli. Do bezpośrednio wyprzedzającej ją Rosany Kiroski Serbka straciła ponad minutę. Garibović w swoim starcie uplasował się na 80. miejscu wśród 95 sklasyfikowanych zawodników. Jego strata do Dario Cologni, zwycięzcy biegu, wyniosła 6 min i 35,7 s.
| Konkurencja                                         | Zawodnik       | Kwalifikacje | Kwalifikacje | Ćwierćfinały | Ćwierćfinały | Półfinały | Półfinały | Finały  | Finały  |
| Konkurencja                                         | Zawodnik       | Czas         | Miejsce      | Czas         | Miejsce      | Czas      | Miejsce   | Czas    | Miejsce |
| --------------------------------------------------- | -------------- | ------------ | ------------ | ------------ | ------------ | --------- | --------- | ------- | ------- |
| Bieg indywidualny kobiet – 10 km techniką dowolną   | Belma Šmrković | —            | —            | —            | —            | —         | —         | 35:47,4 | 77.     |
| Bieg indywidualny mężczyzn – 15 km techniką dowolną | Amar Garibović | —            | —            | —            | —            | —         | —         | 40:12,0 | 80.     |

### Bobsleje
Na torze bobslejowym podczas igrzysk w Vancouver zaprezentowała się serbska czwórka mężczyzn w składzie: Vuk Rađenović. Miloš Savić, Igor Šarčević, Slobodan Matijević. Pilotem serbskiego boba był Rađenović. Zespół ten zajął 18. miejsce w olimpijskiej rywalizacji czwórek. Spośród sklasyfikowanych bobów Serbowie wyprzedzili Koreańczyków, Chorwatów i Japończyków. Do triumfatorów tej konkurencji, pierwszego zespołu amerykańskiego, stracili w czterech przejazdach łącznie 5,89 s.
| Konkurencja            | Zawodnik                                                   | Zjazd 1 | Zjazd 1 | Zjazd 2 | Zjazd 2 | Zjazd 3 | Zjazd 3 | Zjazd 4 | Zjazd 4 | Łącznie | Łącznie |
| Konkurencja            | Zawodnik                                                   | Czas    | Miejsce | Czas    | Miejsce | Czas    | Miejsce | Czas    | Miejsce | Czas    | Miejsce |
| ---------------------- | ---------------------------------------------------------- | ------- | ------- | ------- | ------- | ------- | ------- | ------- | ------- | ------- | ------- |
| Ślizg czwórek mężczyzn | Vuk Rađenović Miloš Savić Igor Šarčević Slobodan Matijević | 52,37   | 20.     | 52,40   | 17.     | 52,84   | 19.     | 52,74   | 17.     | 3:30,35 | 18.     |

### Narciarstwo alpejskie
W konkurencjach alpejskich przeprowadzonych w ramach igrzysk w Vancouver wystąpiły trzy serbskie zawodniczki – Nevena Ignjatović, Jelena Lolović i Marija Trmčić. Wszystkie trzy zaprezentowały się w slalomie, Ignjatović i Lolović wystąpiły ponadto w slalomie gigancie i supergigancie.
Najlepszy wynik uzyskała Lolović w supergigancie, zajmując 30. miejsce wśród 38 sklasyfikowanych zawodniczek. Do złotej medalistki, Andrei Fischbacher, straciła 6,53 s. Druga z serbskich reprezentantek w tej konkurencji, Ignjatović, nie ukończyła zawodów. Z kolei w slalomie to Ignjatović uzyskała najlepszy rezultat spośród serbskich alpejek – 32. miejsce, podczas gdy Lolović i Trmčić nie zostały sklasyfikowane. Ignjatović wyprzedziła 23 sklasyfikowane zawodniczki, a do triumfatorki zawodów, Marii Riesch, straciła 7,59 s. W slalomie gigancie natomiast obie Serbki zostały sklasyfikowane – Lolović zajęła 33. pozycję, a Ignjatović była 39. W tej konkurencji sklasyfikowano 60 zawodniczek. Mistrzyni olimpijska, Viktoria Rebensburg, uzyskała łączny czas lepszy od Lolović o 7,43 s, a od Ignjatović o 10,40 s.
| Konkurencja          | Zawodniczka       | Zjazd 1 | Zjazd 1 | Zjazd 2 | Zjazd 2 | Łącznie | Łącznie |
| Konkurencja          | Zawodniczka       | Czas    | Miejsce | Czas    | Miejsce | Czas    | Miejsce |
| -------------------- | ----------------- | ------- | ------- | ------- | ------- | ------- | ------- |
| Slalom kobiet        | Nevena Ignjatović | 55,27   | 41.     | 55,21   | 33.     | 1:50,48 | 32.     |
| Slalom kobiet        | Jelena Lolović    | 1:05,67 | 68.     | DNS     | DNS     | DNF     | DNF     |
| Slalom kobiet        | Marija Trmčić     | DNF     | DNF     | DNS     | DNS     | DNF     | DNF     |
| Slalom gigant kobiet | Nevena Ignjatović | 1:20,04 | 40.     | 1:17,47 | 39.     | 2:37,51 | 39.     |
| Slalom gigant kobiet | Jelena Lolović    | 1:20,03 | 39.     | 1:14,51 | 32.     | 2:34,54 | 33.     |
| Supergigant kobiet   | Nevena Ignjatović | —       | —       | —       | —       | DNF     | DNF     |
| Supergigant kobiet   | Jelena Lolović    | —       | —       | —       | —       | 1:26,67 | 30.     |

## Powrót olimpijczyków do kraju
Jako pierwsi do kraju powrócili biegacze narciarscy – Belma Šmrković i Amar Garibović. Trzy dni po udziale w biegach indywidualnych, które odbyły się 15 lutego, wyruszyli w drogę powrotną do kraju. Wrócili drogą lotniczą z Calgary do Frankfurtu, w niemieckim mieście wylądowali o godz. 16:40.
Pozostali członkowie kadry olimpijskiej powrócili do Serbii 3 marca, kiedy w godzinach popołudniowych wylądowali na lotnisku w Belgradzie.
Dzień po powrocie olimpijczyków do kraju, 4 marca, w siedzibie głównego sponsora komitetu olimpijskiego (firmy Telenor) zorganizowana została konferencja prasowa z udziałem przewodniczącego Serbskiego Komitetu Olimpijskiego – Vlade Divaca oraz członków reprezentacji olimpijskiej – alpejki Ignjatović i czwórki bobsleistów Rađenović, Šarčević, Matijević i Savić.